# 광수 (전연)
광수(光壽)는 중국 전연(前燕) 경소제(景昭帝)의 두 번째 연호이다. 357년 2월에서 360년 정월까지 3년 동안 사용하였다.
같은 시기에 사용된 다른 연호로는 동진(東晉)에서 사용한 승평(昇平 : 357년 ~ 361년), 전량(前凉)에서 사용한 건흥(建興 : 314년 ~ 361년), 전진(前秦)에서 사용한 수광(壽光 : 355년 ~ 357년), 영흥(永興 : 357년 ~ 359년), 감로(甘露 : 359년 ~ 364년), 대(代)에서 사용한 건국(建國 : 338년 ~ 376년)이 있다.

## 개원
원새(元璽) 6년 2월 23일(357년 3월 29일)에 연호를 광수(光壽)로 개원함.

## 연대대조표
| 광수                | 원년                           | 2년        | 3년                 | 4년        |
| 서력                | 357년                          | 358년      | 359년               | 360년      |
| 육십간지 (六十干支) | 정사(丁巳)                     | 무오(戊午) | 기미(己未)          | 경신(庚申) |
| 동진 (東晉)         | 승평(昇平) 원년                | 2년        | 3년                 | 4년        |
| 전량 (前凉)         | 건흥(建興) 45년                | 46년       | 47년                | 48년       |
| 전진 (前秦)         | 수광(壽光) 3년 영흥(永興) 원년 | 2년        | 3년 감로(甘露) 원년 | 2년        |
| 대 (代)             | 건국(建國) 20년                | 21년       | 22년                | 23년       |

## 같이 보기
- 중국의 연호